# Pandaloidea
Pandaloidea (лат.) — надсемейство морских десятиногих раков из инфраотряда настоящих креветок (Caridea). Подразделено на два семейства — крупное Pandalidae (включает около 190 видов, 23 рода) и гораздо более мелкое Thalassocarididae (4 вида, 2 рода). Включает как пелагические, так и донные виды, широко распространённые по всему Мировому океану. Это протандрические гермафродиты. Некоторые виды семейства Pandalidae (например, Pandalus borealis) служат объектами промысла.